# Clap, el lugar de tus sueños
Clap, el lugar de tus sueños est une teen telenovela mexicaine pour la jeunesse produite par la société Televisa par Roberto Gómez Fernández en 2003. Avec pour protagonistes Ana Layevska et Ari Borovoy, en compagnie de Lidia Ávila et Kika Edgar et avec la participation antagoniste de Fernanda Castillo et Raúl Araiza.
Elle est diffusée entre le 3 novembre 2003 et le 12 mars 2004 sur Las Estrellas.

## Synopsis
Actrice de renom dans sa jeunesse, Ofelia s'est retirée de la scène après avoir perdu sa fille unique, qu'elle refusait de soutenir lorsqu'elle voulait suivre ses traces. Désormais repentante, Ofelia consacre ses efforts et son talent à promouvoir et développer les compétences artistiques des jeunes qui étudient à son institut. Mais ce qu’Ophélia a avant tout, c’est de retrouver son petit-fils, qui a disparu le jour où sa fille est morte en couche.
Après quelques revers, Valentina, Helena et Montserrat parviennent à entrer dans l'institut où ils rencontrent Juan Pablo, Camila, Florencia, Fabricio, Emiliano, Déborah, Daniela, Neto et Rolando. L'attraction entre Juan Pablo et Valentina est immédiate, une attraction qui devient rapidement un amour profond et vrai. Cependant, leurs relations seront éclipsées par les intrigues de Camila, une fille riche et arrogante amoureuse de Juan Pablo.
Montserrat et Helena découvriront que l'amour n'apporte pas toujours le bonheur parce que beaucoup d'hommes mentent en disant "je t'aime", mais ils apprendront également que des amis sincères partagent les joies, se soutiennent dans l'adversité et s'encouragent à donner le meilleur d'eux-mêmes pour surmonter les échecs. C'est une histoire qui nous plonge dans la vie de jeunes gens qui rêvent de réussir sur scène et qui luttent pour y parvenir. Les triomphes et les déceptions, les rires, la tristesse, les problèmes familiaux, la musique, la camaraderie qui les unit et la compétition qui provoque parfois des rivalités et de l'envie.

## Distribution
- Ana Layevska : Valentina Quintero Aragón
- Ari Borovoy : Juan Pablo Rubio Tejero
- Lidia Ávila : Montserrat Ortiz Zubiria
- Kika Edgar : Helena Millán Acosta
- Fernanda Castillo : Camila Quevedo Zubizarreta
- Luz María Aguilar : Ofelia Montemayor
- Raúl Araiza : Gregorio
- Mariana Avila : Florence
- Mauricio Martínez : Emiliano
- Luciano Seri : Tomas García Zubiria
- Oscar Bonfiglio : Felipe
- Damián Mendiola : Fabricio Santillán
- Karen Juantorena : Daniela
- Marlon Castro : Rolando Treviño
- Eugenio Bartilotti : Net
- Manuel "Flaco" Ibáñez : Père Constantino
- Luz María Jerez : Victoria
- Macaria : Lucia
- Juan Carlos Colombo : Jorge Quintero
- Wendy González : Jasmine
- Martin Ricca : Martín
- Luis Gatica : Alonso Rivadeneira
- Mariana Karr † : Alenka
- Rosita Pelayo : Zulema
- Polo Ortín † : Ezequiel
- Yula Pozo : Juventina
- Roxana Saucedo : Grace
- Mane Macedo : Malule
- Lucía Muñoz : Cittalli
- Luis Couturier : Gilberto Quevedo
- Eduardo Liñán : Federico García
- Teo Tapia : Gustavo
- José Luis Reséndez : César
- Ronald Duarte : Víctor
- Thaily Amezcua : Deborah Treviño